# Gemstone Publishing
Gemstone Publishing est une société américaine qui publie des guides de prix de bandes dessinées. La société a été fondée par Steve Geppi, le président et directeur général de Diamond Comic Distributors, en 1994, lorsqu'il a acheté Overstreet.
En 2009, la société est rachetée par Boom! Studios.